# Jane Evelyn Atwood
Pour les articles homonymes, voir Atwood.
Jane Evelyn Atwood est une photographe franco-américaine, née le 15 décembre 1947 à New York.
Elle est reconnue pour son travail au long cours auprès de prostituées de la rue des Lombards, à Paris, et sur les enfants aveugles à travers le monde, travail récompensé par le prix W. Eugene Smith en 1980.

## Biographie
En 1971, Jane Evelyn Atwood quitte New York où elle est née, pour s’installer à Paris.
Elle travaille en journée au ministère des PTT où elle réalise des revues de presse, et donne des leçons d’anglais pour subvenir à ses besoins. Elle s’essaye brièvement au théâtre. Sans rien connaître de la photographie, elle s’achète un Nikkormat avec lequel elle fait ses premières images.
En 1975, Jane se lie d’amitié avec Roselyne (Blondine) une prostituée. Cela lui permet de documenter sur le milieu de la prostitution parisienne qu’elle photographie sur les pas de portes, les arrière-cours et les chambres des hôtels de passe de la rue des Lombards et dans les bars de Pigalle.
Dans le même temps Jane apprend les techniques de développement et de tirage à l’American Center. Elle y rencontre un laborantin de l’agence Magnum auquel elle montre ses premières photos. Celui-ci lui présente Leonard Freed – dont elle n’a jamais entendu parler – qui apprécie son travail, l’encourage, et lui conseille d’acheter son premier Leica. Aucun éditeur ne lui ayant proposé de publier cette série dans des conditions acceptables en France, ce travail fera l’objet de son premier livre publié en Allemagne en 1980, Nächtlicher Alltag. Parallèlement paraît La maculée - Dialogues de nuit, un recueil d’entretiens – sans image – avec ses amies prostituées. En 2011 ces photos sont rééditées par Xavier Barral dans Rue des Lombards.
Ses projets photographiques peuvent s’étaler sur plusieurs années, jusqu’à ce qu’elle soit immergée dans le sujet, et pénétrer des lieux et des mondes que nul n’avait explorés avant elle,. C’est le cas de son sujet Femmes en prison, qui l'occupa pendant près de dix ans. Atwood eut accès à plus de quarante prisons, parmi lesquelles les pénitenciers les plus durs, situés en Europe de l’Ouest et de l’Est ainsi qu’aux États-Unis, y compris le couloir de la mort.
Jane Evelyn Atwood a aussi travaillé sur le Darfour, et son projet sur les enfants aveugles à travers le monde est récompensé par prix W. Eugene Smith en 1980. Elle va photographier à partir de 2001 les ravages des mines anti-personnel au Mozambique, Angola, Afghanistan. Ce travail fera l’objet d’un livre avec Handicap International en 2004.
La Maison européenne de la photographie lui consacre en 2011 une première grande rétrospective, présentant, sous le titre Photographies 1976-2010, trente-cinq ans de travail, autour de six séries photographiques majeures : les prostituées, les aveugles, les femmes en prison, Jean-Louis/Vivre et mourir du Sida, les victimes de mines anti-personnels, Haïti,.
Ses photos de prostituées transgenres de Pigalle prises en 1978 sont exposées en 2018 aux Rencontres d'Arles,, et en 2019 à la Maison de la photographie Robert-Doisneau à Gentilly.
Jane Evelyn Atwood vit et travaille en France, résidant entre la Bretagne et Paris. Ses archives sont diffusées en France par l’Agence VU’ et aux États-Unis par Contact Press Images

## Publications

### Livres de photographies
- Nächtlicher Alltag, Meine Begegnung mit Prostituierten in Paris, Munich, Mahnert Lueg Verlag, 1980,  (ISBN 3-922170-16-1)
- Légionnaires, avec Vladimir Volkoff, Éditions Hologramme, 1986  (ISBN 9782903826178).
- Extérieur Nuit, texte de Eduardo Manet, Éditions Actes Sud, coll. « Photo Poche Société », 1998  (ISBN 9782097542694)
- Too much time : Women in prison, Phaidon Press Ltd., 2000  (ISBN 0714839736)
- Trop de peines : femmes en prison, Albin Michel, 2000  (ISBN 2226112367)
- Sentinelles de l’ombre, Handicap International et Éditions du Seuil, 2004  (ISBN 2020654334)
- Haïti, préface de Lyonel Trouillot, Actes Sud, 2008  (ISBN 9782742775378)
- Jane Evelyn Atwood : love, avec Catherine Chaine, Actes Sud, 2010  (ISBN 9782742789641)
- Jane Evelyn Atwood, Éditions Actes Sud, coll. « Photo Poche », no 125, 2010  (ISBN 978-2742789641)
- Rue des Lombards, Éditions Xavier Barral, 2011  (ISBN 9782915173765)
- Pigalle People 1978–1979, Marseille, Éditions le Bec en l’air, 2018  (ISBN 978-2367441269)[15]
- Darya, histoire d'une badante ukrainienne, Marseille, Éditions le Bec en l’air, 2022, 228 p. (ISBN 978-2-36744-171-9)

### Autres
- La maculée : dialogues de nuit, présenté par Michèle Perrein, Paris, Éditions Jean-Jacques Pauvert aux éditions Ramsay, 1981  (ISBN 9782859562144)

## Biographie (œuvre)
- Christine Delory-Momberger, Jane Evelyn Atwood, André Frère Éditions, coll. « Juste entre nous », 160 p, 2015  (ISBN 979-1-09226-526-2)

## Récompenses et distinctions
Liste non exhaustive
- 1980 : Prix W. Eugene Smith (première attribution)[8]
- 1983 : Bourse FIACRE, ministère de la culture, France
- 1984 : Prix Kodak de la critique photographique (2e prix ex-aequo)
- 1988 : Bourse FIACRE, ministère de la culture, France

- 1990 : Grand Prix Paris Match du photojournalisme, A women's prison in the USSR.
- 1994 : Bourse Erna and Victor Hasselblad Foundation
- 1994 : Prix Ernst Haas
- 1996 : Grand Prix Portfolio SCAM (Prix Roger-Pic)  (Société civile des auteurs multimédia).
- 1996 : prix Marc-Flament, Pompiers, mes héros, ministère de la Défense
- 1997 : prix Oskar-Barnack pour Women in Prison[16].
- 1998 : prix Alfred-Eisenstaedt, Columbia University / LIFE Magazine.

- 2000 : prix France Info pour le livre Trop de peines : femmes en prison[17]
- 2003 : Bourse Erna and Victor Hasselblad Foundation
- 2005 : Prix Charles Flint Kellogg des Arts et Lettres, Bard College, New York

## Collections publiques
Liste non exhaustive
- Centre international de la photographie, New York
- Centre Georges-Pompidou, Paris
- Glasgow Art Gallery and Museum, Kelvingrove (Écosse)
- Musée de la photographie de Charleroi (Belgique)
- La Maison Robert-Doisneau, Gentilly
- Leica Camera, Paris
- Bibliothèque nationale de France, Paris
- Bibliothèque historique de la ville de Paris
- The Buhl Collection, New York
- Barry Berg, New York
- Ernst Haas Memorial Collection, Portland Art Museum, Portland, Maine
- Association Sténopé, Clermont-Ferrand

## Expositions personnelles
Liste non exhaustive
- 1981 : In a Tradition. Centre international de la photographie, New York
- 1982 : Genève, Montpellier
- 1983-1984 : Galeries Fnac, Paris et Nice, Toulouse, Metz, Colmar
- 1986 :
  - Musée de la Photographie, Charleroi
  - Verneuil Saints-Pères Galerie, Paris
- 1992 : Musée d'’Orange, France
- 1997 : Biennale de Turin
- 1998-2005 : Trop de Peines, Femmes en prison, expositions itinérantes
- 2005 : Jean-Louis - Vivre et mourir du Sida, Galerie CamàYeux, Marseille
- 2008 : Les Rencontres d’Arles, France
- 2011 : Photographies 1976-2010, Maison européenne de la photographie, Paris[10],[18]
- 2018 : Les Rencontres d’Arles, France[11]
- 2019 : Histoires de prostitution, Paris 1976-1979, à la Maison de la photographie Robert-Doisneau à Gentilly[13]
- 2020 : Photographies 1976 - 2010, à La Filature, Mulhouse[19],[20].
- 2022 : Soul, Chanel Nexus Hall, Tokyo, du 30 mars au 8 mai[21]
- 2022 : « Sept histoires (1976-2010) », Festival MAP, château de Laréole, du 3 juin au 25 septembre[22]

## Podcasts
- « Les Masterclasses. Jane Evelyn Atwood : « Avec la photographie, il y a toujours des surprises » » [audio], sur France Culture, 17 août 2018
- « Les Nuits de France Culture », par Philippe Garbit, trois émissions :
  - « Jane Evelyn Atwood 1/3 : « J'étais fascinée par Diane Arbus et si j’ai fait de la photo c'était grâce à elle » » [audio], sur France Culture
  - « Jane Evelyn Atwood 2/3 : « Une photographie réussie est une photo qui m'émeut tout simplement » » [audio], sur France Culture
  - « Jane Evelyn Atwood 3/3 - dernier entretien de sa « Nuit rêvée » » [audio], sur France Culture
- « Jane Evelyn Atwood » [audio], sur France Inter, 4 octobre 2015

## Documentaire
- « Fragments d’un parcours : Jane Evelyn Atwood / Autour de Pigalle », de Thomas Goupille (2019).